# Hr.Ms. Groningen (1956)
Hr.Ms. Groningen was een Nederlandse onderzeebootjager van de Frieslandklasse.

## Historie
Hr.Ms. Groningen was een van de acht Frieslandklasse onderzeebootjagers. Het schip werd gebouwd in Amsterdam bij NDSM. De kiellegging vond plaats op 21 februari 1952 waarna het schip op 9 januari 1954 te water werd gelaten. De in dienst stelling volgde op 12 september 1956.
Op 7 juli 1977 bracht de Groningen, samen met Hr.Ms. Overijssel het fregat Hr.Ms. Tromp  en het bevoorradingsschip Hr.Ms. Poolster een bezoek aan Leningrad. De vorige keer dat schepen van de Nederlandse marine de Sovjet unie bezochten was 21 jaar geleden.
Op 20 januari 1981 werd het schip uit dienst gesteld en verkocht aan de Peruviaanse marine.
Daar werd het schip op 2 maart 1981 in dienst genomen als Gálvez. In 1991 werd het schip daar ook uit dienst genomen.